# Bosznia-Hercegovinai Emlékérem
A Bosznia-Hercegovinai Emlékérem Bosznia-Hercegovina Osztrák–Magyar Monarchiába való 1908-as annektálásának emlékérül alapítattott, 1909. augusztus 30-án.
Maga Bosznia-Hercegovina 1878-tól az Osztrák–Magyar Monarchia megszállva tartotta. Az Oszmán Birodalom része maradt 1908-ig, amikor beolvasztották, annektálták a birodalomba.
Pontos adományozási száma bizonytalan, mert nem csak katonák, hanem hivatalnokok is megkapták. Száma kb. 2800 lehet.

## Leírása
Az érem bronzból veretett. Előlapján I. Ferenc József képmása látható, körben a latin nyelvű felirattal FRANC·IOS·I·D·G·IMP·AVSTR·REX BOH·ETC·ET AP·REX HVNG·. Hátoldalán egy stilizált babérfán nyugszik Bosznia-Hercegovina címere, amin egy liliomkorona található. A fának koronájában kétoldalt egy-egy vákony szalag található DIE V·OCT·MCMVIII felirattal, és a fa törzsén ferde alakú szalagon IN·MEMORIAM.